# Jacquetta Luksemburška
Jacquetta od Luksemburga, grofica Rivers (1415./16. – 1472.), bila je najstarija kći Petra I. od Luksemburga, grofa od Saint-Pola, Conversana i Brienne, i njegove supruge Margarete od Bauxa. Bila je značajna, ali u povijesti često zapostavljena, ličnost u Ratovima dviju ruža. Tijekom njezinog kratkog braka s Ivanom od Lancastera, 1. vojvodom od Bedforda, trećeg sina kralja Henrika IV. i brata kralja Henrika V., bila je usko vezana za dinastiju Lancaster. Međutim, nakon poraza Lancasterovih u bitci kod Towtona, Jasquetta i njen drugi suprug Richard Woodwille priključili su se dinastiji York. Tri godine kasnije englesko prijestolje je preuzeo Eduard IV. Isti kralj je oženio Jacquettinu najstarija kćer, Elizabetu Woodville, te je ona postala engleska kraljica. Jacquetta je u svom drugom braku rodila četrnaestero djece. Jednom joj se prilikom sudilo pod optužbom za vještičarenje. Međutim, Jacquetta se oslobodila svih optužbi.

## Podrijetlo
Luksemburžani su bili uvjereni u svoje legendarno podrijetlo iz vodenog božanstva Meluzine preko svog pretka Sigfrida I. (oko 922. – 998.). Jacquetta je bila četvrta rođakinja dva puta uklonjena od Žigmunda Luksemburškog, vladajućeg rimsko-njemačkoga cara i kralja Češke i Ugarske.
Jacquettina mladost je većinom zagonetka. Rodila se na početku Lancasterove faze Stogodišnjeg rata. Njezin je stric, Ivan II. Luksemburški, grof od Lignyja, bio na čelu čete koja je zarobila Ivanu Orleansku. Držao ju je u zatvoru u Beauvoiru, a kasnije ju je prodao Englezima.

## Prvi brak
22. travnja 1433. godine, sedamnaestogodišnja Jacquetta se udala za Ivana od Lancastera, prvog vojvodu od Bedforda, u Thérouanneu, trećeg sina engleskog kralja Henrika IV., a time i unuk Ivana od Gaunta, 1. vojvode od Lancastera (trećeg sina kralja Eduarda III.). Brak je bio bez djece sve do vojvodove smrti 15. rujna 1435. godine u Rouenu. Kao što je tada bilo uobičajeno, nakon svog drugog braka Jacquetta je zadržala titulu svog prvog supruga te je uvijek bila poznata kao vojvotkinja od Bedforda (što je viša titula od grofice). Jacquetta je naslijedila trećinu glavnih vojvodskih posjeda kao udio njegove udovice.

## Drugi brak
Engleski kralj Henrik VI. naredio je Richardu Woodvillea, sobaru pokojnog vojvode, da u Englesku dovede Bedfordovu mladu udovicu. Tijekom putovanja par se zaljubio te vjenčao u tajnosti (prije 23. ožujka 1437.), ne tražeći kraljevo dopuštenje. Jacquetta je dobila zemljišne posjede nakon smrti prvog supruga pod uvjetom da se ne uda bez kraljeve dozvole. Saznavši za brak, kralj ih je odbio vidjeti, ali je ublažen plaćanjem kazne od 1000£. 
Brak je bio dug i izrazito plodan: Imali su četrnaestoro djece, uključujući buduću englesku kraljicu Elizabetu. 
Sredinom 1440-ih Woodvilleovi su bili na zavidnom položaju. 

## Utjecaj
Jacquetta je bila u srodstvu s kraljem Henrikom i kraljicom Margaretom. Njezina sestra, Izabela od Saint-Pola, udala se za Margaretina strica, Karla od Mainea, dok je Jacquetta bila udovica kraljevog ujaka. Izuzev same kraljice, nadmašila je sve dame na dvoru. Kao osobna miljenica, također je uživala posebne povlastice i utjecaj na dvoru. Kraljica je zamolila kralja da Jacquettinom suprugu podari titulu baruna1448. godine, čineći ga istaknutim pobornikom dinastije Lancaster na početku Ratova ruža.

## Ratovi dviju ruža
Pobornici Yorkova su srušili Lancastere u bitci kod Towtona 29. ožujka 1461. godine te je Eduard IV., prvi kralj dinastije York, zasjeo na prijestolje. Suprug Jacquettine najstarije kćeri Elizabete, Sir John Gray, ubijen je mjesec dana prije u Drugoj bitci kod St. Albansa, gdje su pobijedili Lancasterovi pod vodstvom Margaret Anžuvinske.
Eduard IV. je upoznao i ubrzo se potajno oženio udovicom Elizabetom; tradicionalno se kaže da se dogodio (uz prisustvo samo Jacquette i dvije dame) u obiteljskoj kući Woodvilleovih u Northamptonshireu 1. svibnja 1464. Elizabeta je okrunjena za kraljicu 26. svibnja 1465. Brak je, jednom otkriven, uništio planove Rikarda Nevillea, grofa od Warwicka, Eduardova izrazito utjecajnog rođaka, koji je s Eduardom pregovarao o prijeko potrebnom savezu s Francuskom (putem braka).
S Elizabetom kao kraljicom, Woodvilleovi dobili na važnosti i moći. Jacquettin suprug dobio je titulu grofa Riversa te imenovan lordom visokim blagajnikom u ožujku 1466. godine. Jacquetta je pronašla bogate i utjecajne supružnike za svoju djecu i pomogla svojim unucima da postignu visoke funkcije u državi. Dogovorila je da se njezin 20-godišnji sin John oženi udovicom i vrlo bogatom Katarinom Neville, vojvotkinjom od Norfolka, koja je bila najmanje 45 godina starija od Johna. Usponom Woodvilleovih raširilo se neprijateljstvo među pristašama Yorkovih, uključujući Warwicka i kraljevu braću Đuru i Rikarda.
Godine 1469., Warwick otvoreno je raskinuo sve veze s Eduardom IV. i privremeno ga svrgnuo s vlasti. Grofa Riversa i njegovog sina Johna uhitio je i pogubio Warwick 12. kolovoza kod Kenilwortha. Jacquetta je svog muža nadživjela za tri godine te umrla 1472. godine, u dobi od 56 godina.

## Vještica?
Ubrzo nakon pogubljenja njezinog muža, Thomas Wake, Warwickov pristaša, optužio je Jacquettu za vještičarenje. Wake je u dvorac Warwick donio olovnu sliku "napravljenu poput oružja ... slomljenu u sredini i brzo napravljenu žicom" i tvrdeći da ju je Jacquetta oblikovala za magiju. Tvrdio je da je glavnu sliku pronašla "poštena osoba" Harry Kydeston iz Stoke Bruernea, Northamptonshire, u svojoj kući nakon odlaska vojnika koji su je predali župnom službeniku Johnu Daungeru iz Shutlangera (u župi Stoke Bruerne ). Daunger bi navodno mogao potvrditi da je Jacquetta izradila druge dvije slike, jednu za kralja i jednu za kraljicu. 
Slučaj se raspao kada je Warwick pustio Eduarda IV. iz pritvora: Jacquettu je 21. veljače 1470. godine kraljevsko vijeće oslobodilo svih optužbi. 
1484. godine, Rikard III. u aktu, poznatim pod imenom Titulus Regius (Kraljevska titula), oživio je optužbe za vještičarenje protiv pokojne Jacquette kada je tvrdio da su ona i Elizabeta čarobnjaštvom osigurale Elizabetin brak s Eduardom IV. Međutim, Rikard nikada nije ponudio nikakav dokaz koji potkrepljuje njegove optužbe.

## Nasljeđe
Preko svoje kćeri Elizabete, Jacquetta je baka Elizabete od Yorka, žene i kralja Henrika VII. Time se ubraja u pretke svih nadolazećih engleskih vladara.

## U fikciji
Jacquetta je jedna od glavnih junakinja u romanu Bijela kraljica (The White Queen) autorice Philippe Gregory iz 2009. godine. Fiktivno se prikazuje njezin život te život njezine kćeri Elizabete. Jacquetta se prikazuje kako uistinu prakticira magiju koja je prikazana kao istinska vještina i moć. Također je glavna junakinja romana The Lady of the Rivers 2011. godine, čija radnja razrađuje njezin raniji život: povijest Jacquettine obitelji koja tvrdi da potječu od morske vile Meluzine. Gregory koristi Jacquettine veze s Meluzinom i Ivanom Orleanskom kako bi potkrijepila teoriju o njezinom vještičarenju. 2013. godine produkcijske kuće BBC One i Starz su snimili televizijske adaptacije The White Queen, te Jaquettu glumi Janet McTeer.